# Tomás García Ribas
Tomás García Ribas, realment Tomás Garcías Garcías, (Campos o Ses Salines, 17 de gener de 1915 - Campos, 17 d'octubre de 1997) va ser un ciclista mallorquí que va córrer a la dècada dels anys 40 del segle xx.

## Palmarès
- 1939
  - 1r a la Volta a Mallorca
- 1942
  - Campió de Balears en ruta
- 1945
  - Campió de Balears darrere moto comercial
- 1946
  - Campió de Balears darrere moto stayer